# Heterops hispaniolae
Heterops hispaniolae är en skalbaggsart som beskrevs av Fisher 1932. Heterops hispaniolae ingår i släktet Heterops och familjen långhorningar. Inga underarter finns listade i Catalogue of Life.